# Juan Aguilera
Juan Aguilera (ur. 23 października 1903 w Santiago, zm. 21 października 1979) – chilijski piłkarz grający na pozycji napastnika.
Podczas kariery zawodniczej reprezentował barwy Audax Italiano. Był w składzie reprezentacji Chile na mistrzostwa świata 1930.